# Роман (царь Болгарии)
Роман (болг. Роман; умер в 997) — царь Болгарии с 977 по 997 год.  Младший сын Петра I и его жены Ирины. Последний царь из династии хана Крума.

## Биография
С 971 по 977 год Роман вместе со своим старшим братом царём Борисом II находился в византийском плену. В это время Роман был оскоплён из-за желания императора Иоанна Цимисхия не допустить продолжения династии болгарских царей. 
В 977 году братьям удалось бежать, однако на границе с Болгарией Борис был принят за византийского вельможу и убит. Роман был признан комитопулами как царь и носил этот титул до своей смерти. Формально Самуил был при царе Романе военачальником, но в действительности вся реальная власть принадлежала ему, а Роман занимался лишь духовной жизнью.
Иногда Роман принимал участие в военных операциях Болгарии. В 991 году в ходе одного из сражений с войсками Василия II Болгаробойцы он попал в плен, где и находился до своей смерти в 997 году. Вся полнота власти перешла к Самуилу. Но во время нахождения Романа в плену Самуил продолжал считать его царём Болгарии и не претендовал на царский титул.
Вопрос о том, занимал ли Роман царский престол, является спорным и дискуссионным. Британский историк Стивен Рансимен в своём труде «История Первого Болгарского Царства» придерживался версии, что Роман никогда не занимал царский престол и не был царём Болгарии, поскольку в византийском плену он был оскоплён и стал евнухом, а по династическим правилам престолонаследия евнух не мог быть царём, так как не мог иметь детей для продолжения династии. Соответственно, Самуил никогда не рассматривал его в качестве болгарского царя и не подчинялся ему. После бегства Романа из плена, он прибыл ко двору царя Самуила, который даровал ему высокие должности. Таким образом, последним болгарским царём из династии Крума был Борис II, случайно убитый болгарскими солдатами на болгаро-византийской границе во время бегства с Романом из византийского плена.